# Vero Salatić
Veroljub "Vero" Salatić (född 14 november 1985 i Zvornik, Bosnien och Hercegovina) är en bosnisk-född schweizisk fotbollsspelare som spelar som mittfältare i FC Sion. 